# USS Dale (DD-353)
DD 353 Dale (Корабль соединённых штатов Дэйл) — американский эсминец типа Farragut.
Заложен на верфи New York Navy Yard 10 февраля 1934 года. Спущен 23 января 1935 года, вступил в строй 17 июня 1935 года.
Выведен в резерв 16 октября 1945 года. Из ВМС США исключён 1 ноября 1945 года.
Продан 20 декабря 1946 года фирме «George N. Nutman, Inc.» в Бруклине и разобран на лом.